# Saison 2 de La Quatrième Dimension
Chronologie
Saison 1 Saison 3
Cet article présente le guide des épisodes de la deuxième saison de la série télévisée La Quatrième Dimension.
Les résumés des épisodes indiqués ci-dessous peuvent révéler des éléments d'information sur le dénouement des intrigues ou sur les chutes, éventuellement inattendues, amusantes ou sinistres, des récits.

## Épisodes

### Épisode 1:King Neuf sans retour
- Titre original : King Nine Will Not Return
- Numéro : 37 (2-01)
- Scénariste : Rod Serling
- Réalisateur : Buzz Kulik
- Diffusion : 
  -  États-Unis : 30 septembre 1960 sur CBS
- Distribution : Robert Cummings (James Embry) ; Paul Lambert (acteur) (en) (médecin) ; Gene Lyons (psychiatre)
- Lien externe : (en) King Nine Will Not Return
- Résumé : Désert du Sahara, 1943, durant la Seconde Guerre mondiale. Le capitaine du bombardier B-25 Mitchell King Nine, James Embry, échoue seul dans un désert, en se demandant ce qu'ont pu devenir ses compagnons. Il trouve une gourde d'eau, une casquette, et croit voir les fantômes des membres de son équipage. Il découvre même la tombe d'un de ses coéquipiers. Embry voit des choses qui ne sont pas réelles, comme des avions à réaction dont il sait qu'ils n'existent pas encore en 1943. Le caractère inexplicable de la situation commence alors à l'angoisser… Il se réveille en sursaut dans un hôpital : nous sommes en 1960, un médecin et un psychiatre l'examinent. En réalité, il a fait un malaise, après avoir lu que l'avion qu'il était censé piloter en 1943 s'était écrasé dans le désert, tuant tous les passagers et le pilote. La fin de l'épisode montre une infirmière trouvant du sable dans les chaussures d'Embry.

### Épisode 2:L'Homme dans la bouteille
- Titre original : The Man in the Bottle
- Numéro : 38 (2-02)
- Scénariste : Rod Serling
- Réalisateur : Buck Houghton
- Diffusion : 
  -  États-Unis : 7 octobre 1960 sur CBS
- Distribution : Luther Adler (Arthur Castle) ; Vivi Janiss (Edna Castle) ; Joseph Ruskin (le génie) ;Olan Soule (agent de l’administration fiscale)
- Lien externe : (en) The Man in the Bottle
- Résumé : Une pauvre femme, Mme Gumley, vient voir le brocanteur Arthur Castle pour lui vendre une vieille bouteille. Arthur l'achète par bonté d'âme, mais Mme Gumley avant de quitter le magasin lui révèle qu'elle l'avait trouvée dans une poubelle à proximité et qu'elle n'a aucune valeur. Arrive Edna Castle, qui reproche à son époux cet achat superflu, d'autant plus que le couple est dans une situation pécuniaire difficile. Soudain un génie sort de la bouteille, et leur annonce qu'il a la possibilité d'exaucer quatre de leur vœux. Interloqué, Arthur décide en premier lieu de faire réparer la vitre d'un meuble qu'il a accidentellement brisée. Le génie l'ayant exaucé, il décide de formuler des vœux plus ambitieux, malgré la mise en garde de son épouse. Arthur demande un million de dollars en liquide. Devenu riche, il se met à distribuer une bonne part de l'argent à ses voisins, quand survient un agent du fisc qui exige 900 000 dollars d'impôts. Alors en troisième souhait, il demande de devenir le dictateur d'un grand pays occidental : il se retrouve immédiatement dans la peau d'Adolf Hitler, terré dans son bunker, en 1945, et s'apprêtant à se suicider. Désespéré, il demande en quatrième souhait à revenir à la situation initiale. Il se retrouve dans sa boutique, se disant que sa vie n'est pas si misérable que cela. Dans un faux mouvement, il casse la vitre du meuble réparée auparavant.

### Épisode 3:L'Homme et son double
- Titre original : Nervous Man in a Four Dollar Room
- Numéro : 39 (2-03)
- Scénariste : Rod Serling
- Réalisateur : Douglas Heyes
- Diffusion : 
  -  États-Unis : 14 octobre 1960 sur CBS
- Distribution : Joe Mantell (Jackie Rhoades)
- Lien externe : (en) Nervous Man in a Four Dollar Room
- Résumé : Jackie Rhoades est un bandit lâche et sans envergure, qui loge dans une misérable chambre d'hôtel. George, son patron mafieux, vient le voir et menace de le tuer s'il refuse d'abattre d'ici quelques heures un vieil aubergiste qui refuse d'être racketté. Peu après, Jackie est confronté à sa conscience, qui lui apparaît dans son miroir et lui montre ce qu'il aurait pu devenir s'il s'était montré plus courageux, plus entreprenant. Un duel psychologique s'engage entre le Jackie lâche et le Jackie honnête et énergique. Au terme de cette confrontation, Jack ne va pas tuer l'aubergiste. George revient le voir et le menace encore, mais Jackie le frappe et le chasse de la chambre d'hôtel. Il va pouvoir démarrer une nouvelle vie, car le Jackie lâche est entré dans le miroir, libérant la meilleure facette de lui-même.

### Épisode 4:Allez-vous-en, Finchley!

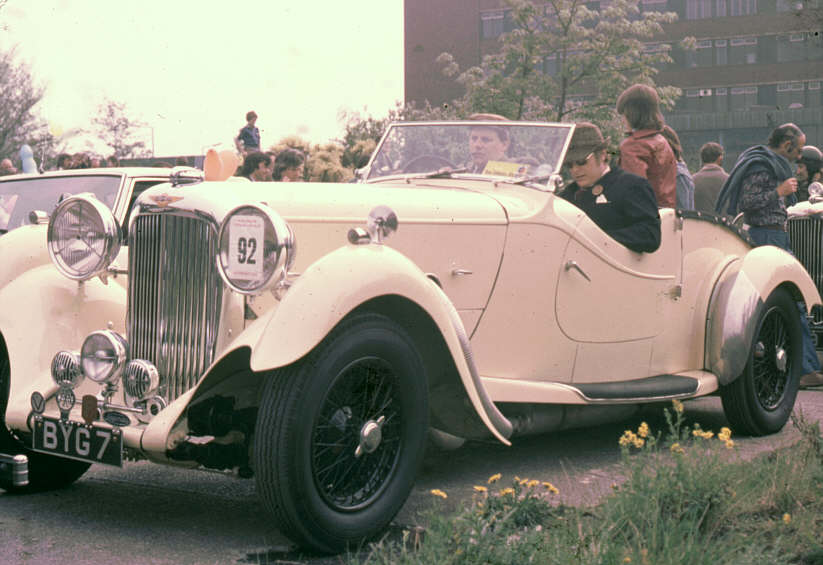
Modèle de Lagonda 1937

- Titre original : A Thing About Machines
- Numéro : 40 (2-04)
- Scénariste : Rod Serling
- Réalisateur : David Orrick McDearmon
- Diffusion : 
  -  États-Unis : 28 octobre 1960 sur CBS
- Distribution : Richard Haydn (Bartlett Finchley) ; Barbara Stuart (Edith Rogers) ; Barney Phillips (réparateur TV) ; Jay Overholts (interne en médecine) ; Henry Beckman (policier) ; Lew Brown (réparateur du téléphone) ; Margarita Cordova (jeune femme)
- Lien externe : (en) A Thing About Machines
- Résumé : Bartlett Finchley est écrivain pour une revue gastronomique. Hautain et arrogant, il ne cesse de protester contre les machines, quelles qu'elles soient, les accusant de comploter contre lui. Un beau jour, les machines de sa maison décident de se révolter et de se venger : elles tentent de le chasser de chez lui. La télévision tombe en panne, et une fois réparée diffuse des images d'une femme demandant à Finchley de quitter les lieux ; il en est de même de la radio ; l'horloge sonne à toute heure ; le rasoir électrique se met à le poursuivre dans l'escalier comme un serpent ; le téléphone, même débranché, le harcèle ; la machine à écrire écrit seule les mots « Pars d'ici Finchley ». Pris de panique, Finchley quitte précipitamment la maison, mais il est alors poursuivi par son automobile, une Lagonda, qui le traque et le poursuit dans le but de l'écraser. Finchley tombe dans la piscine. Il est retrouvé le lendemain, mort noyé. Le policier et le médecin s'étonnent qu'il soit tombé dans la piscine, la voiture près de lui : sans doute a-t-il eu une crise cardiaque ?

### Épisode 5:L'Homme qui hurle
- Titre original : The Howling Man
- Numéro : 41 (2-05)
- Scénariste : Charles Beaumont
- Réalisateur : Douglas Heyes
- Diffusion : 
  -  États-Unis : 4 novembre 1960 sur CBS
- Distribution : H.M. Wynant (David Ellington) ; John Carradine (Père Jérôme) ; Robin Hughes (Celui Qui Hurle) ; Frederic Ledebur (Frère Christophorus) ; Ezelle Poule (femme de ménage)
- Lien externe : (en) The Howling Man
- Résumé : L'épisode s'ouvre par la présentation de David Ellington, qui explique au spectateur ce qu’il a vécu trente ans auparavant, alors qu'il voyageait en Europe centrale pendant l'entre-deux-guerres. Par un soir d'orage, alors qu’il s'était égaré, Ellington avait frappé à la porte d'un mystérieux manoir ou une sorte de monastère. Les moines refusent de l'héberger mais changent d'avis lorsqu'ils voient l'homme s'écrouler sur le sol. À son réveil, Ellington fait la connaissance d'un prisonnier enfermé dans une cellule du monastère qui lui déclare être victime des religieux qui seraient en fait des membres d'une secte menée par un fou déguisé en père supérieur. Ce même père supérieur, Père Jérôme, explique au contraire à David que l'homme détenu est le Diable lui-même en personne. Que faire, qui croire ? David décide de libérer l'homme. Mal lui en a pris : le détenu était effectivement le Diable en personne, qui va continuer son œuvre maléfique… Le flashback se termine. David Ellington, trente ans après les faits décrits, a enfin réussi à arrêter le Diable et à l'enfermer dans l'une des pièces de sa maison d'habitation. Hélas, sa femme de ménage ouvre la porte de la pièce et libère l'être maléfique.
- Remarque : les doublages en langue française du personnage principal et du Père supérieur sont effectués par Daniel Gall et Michel Gatineau, qui doublent respectivement Actarus et le Professeur Procyon dans la série animée Goldorak.

### Épisode 6:L'Œil de l'admirateur
Eye of the Beholder 
- Titre original : The Eye of the Beholder
- Numéro : 42 (2-06)
- Scénariste : Rod Serling
- Réalisateur : Douglas Heyes
- Diffusion : 
  -  États-Unis : 11 novembre 1960 sur CBS
- Distribution : Maxine Stuart (Janet Tyler sous les bandages) ; Donna Douglas (Janet Tyler sans bandages) ; William D. Gordon (Dr Bernardi) ; Jennifer Howard (infirmière) ; Edson Stroll (Walter Smith)
- Lien externe : (en) The Eye of the Beholder
- Résumé : Janet Tyler est une femme d'une laideur repoussante. Dans cette société futuriste, où les gens laids sont considérés comme des monstres, les personnes dans sa situation ont droit à onze opérations chirurgicales avant d'être condamnées à un exil à vie dans un village de monstres, si toutes échouent. Janet est présentée pendant la première moitié de l'épisode comme ayant le visage bandé sous de la gaze ; les autres personnages (médecins, infirmiers) ne sont jamais filmés par la caméra. Lorsqu'on enlève les bandelettes recouvrant le visage de Janet, le spectateur constate qu'elle est une très jolie femme, tandis que ceux qui l'entourent n'ont pas de sourcils, des arcades sourcilières proéminentes, des yeux enfoncés et cernés, des lèvres épaisses et tordues, un large nez retroussé avec d'immenses narines. Les membres du corps médical constatent que « tous les traitements ont échoué » concernant Janet. À ce stade du récit, on apprend que l'hôpital est situé dans un État totalitaire, sous le joug d'un dictateur appliquant une idéologie selon laquelle tous les citoyens du pays doivent être identiques, tant sur le plan moral que physique. Janet est informée qu'elle doit être exilée dans une communauté, où elle rejoindra des personnes monstrueuses comme elle. On lui présente Walter Smith qui n'a aucun trait porcin sur son visage : tous deux vont se rendre immédiatement dans la communauté. Walter déclare à Janet qu'il existe un proverbe, qui dit : « Beauté : tu n'existes que dans l'œil de tes admirateurs ».

### Épisode 7:Les Prédictions
- Titre original : Nick of Time
- Numéro : 43 (2-07)
- Scénariste : Richard Matheson
- Réalisateur : Richard L. Bare
- Diffusion : 
  -  États-Unis : 18 novembre 1960 sur CBS
- Distribution : William Shatner (Don Carter)[1] ; Patricia Breslin (Pat Carter)
- Lien externe : (en) Nick of Time
- Résumé : Ridgeview, Ohio. Don et Pat Carter, un jeune couple nouvellement marié, s'arrêtent à une station-service pour faire réparer leur automobile tombée en panne. Les réparations devant durer quelques heures, ils se rendent dans une cafétéria et s'assoient à une table. Près d'eux se trouve une « machine à prédire la bonne aventure ». Don est d'abord intéressé par les « prédictions » de la machine, puis en devient littéralement obsédé, surtout quand les prédictions de la machine deviennent d'une précision diabolique. Sa femme se débat pour essayer de l'arracher à l'influence de la machine. Grâce à l'aide de son épouse, il parvient à retrouver son équilibre mental et à sortir de l'emprise de l'engin. L'épisode se finit sur la présentation d'un autre couple dont l'esprit a été entièrement perverti par la machine et qui ne peut plus quitter la ville.
- Remarque : William Shatner sera également le héros de l’épisode : Cauchemar à 20000 pieds

### Épisode 8:Les Robots du docteur Loren
- Titre original : The Lateness of the Hour (« Heure tardive »)
- Numéro : 44 (2-08)
- Scénariste : Rod Serling
- Réalisateur : Jack Smight
- Diffusion : 
  -  États-Unis : 2 décembre 1960 sur CBS
- Distribution : Inger Stevens (Jana Loren) ; John Hoyt (Dr Loren) ; Irene Tedrow (Mme Loren)
- Lien externe : (en) The Lateness of the Hour
- Résumé : Jana Loren est une jeune femme célibataire, romantique et très sensible qui vit dans un immense manoir avec ses parents et leurs cinq domestiques, tous des robots à apparence humaine créés par son père inventeur. Excédée par la présence des androïdes qui, selon elle, ont contribué à réduire ses parents à l'état de « légumes » ne faisant plus rien d'intéressant de leur vie, Jana pose un ultimatum à son père : ou bien il désactive les robots, ou bien elle quitte la maison. Après une affreuse scène, son père accepte de se soumettre, et met les robots hors service. Jana remercie ses parents et évoque son avenir : elle voudrait bien se marier et avoir des enfants d'ici quelques années. Ses parents sont effondrés : Jana ignore en effet qu'elle aussi est une androïde. Découvrant cela, Jana, entre fureur et larmes, se précipite hors de la pièce et veut quitter la maison. Le père n'a plus qu'une solution : reprogrammer Jana en dame de compagnie pour sa femme.
- Notes :
  - Dans la scène finale, on entend une musique d'accordéon dans la version originale, mais cette musique est absente de la version française.
  - Un des six épisodes tournés en vidéo.

### Épisode 9:Retour vers le passé
- Titre original : The Trouble With Templeton
- Numéro : 45 (2-09)
- Scénariste : E. Jack Neuman
- Réalisateur : Buzz Kulik
- Diffusion : 
  -  États-Unis : 9 décembre 1960 sur CBS
- Distribution : Brian Aherne (Booth Templeton) ; Pippa Scott (Laura Templeton) ; Sydney Pollack (Arthur Willis) ; Dave Willock (Marty) ; King Calder (Sid Sperry) ; Larry J. Blake (Freddie)
- Lien externe : (en) The Trouble With Templeton
- Résumé : Booth Templeton est un acteur de théâtre vieillissant et prétentieux. Veuf, il s'est remarié à une épouse de dix ans plus jeune que lui mais regrette le temps où sa première femme Laura était à ses côtés. Un jour, s'apercevant que le nouveau metteur en scène de sa compagnie théâtrale est extrêmement tyrannique, Booth prend la fuite… et se retrouve en 1927, quand il débutait sa carrière. Il décide alors d'en profiter pour retrouver sa bien-aimée. Mais les retrouvailles ne se passent pas comme prévu : sa première épouse est une femme sotte et superficielle qui le trompe. Revenu en 1959, il reprend vie et envisage d'agir de manière à reprendre le contrôle de sa vie. Mais les retrouvailles avec le passé n'étaient-elles pas qu'un coup monté ?

### Épisode 10:Futurographe
- Titre original : A Most Unusual Camera
- Numéro : 46 (2-10)
- Scénariste : Rod Serling
- Réalisateur : Buzz Kulik
- Diffusion : 
  -  États-Unis : 16 décembre 1960 sur CBS
- Distribution : Fred Clark (Chester) ; Jean Carson (Paula) ; Marcel Hillaire (le garçon d'hôtel, Pierre) ; Adam Williams (Woodward)
- Lien externe : (en) A Most Unusual Camera
- Résumé : Chester et Paula Diederich sont deux voleurs minables, qui viennent de cambrioler une brocante. Parmi les nombreux objets sans valeur dérobés, ils ont mis la main sur un appareil photo qui permet d'avoir une image de cinq minutes dans l'avenir. Arrive alors Woodward, le frère de Paula, lui aussi un voleur et condamné à une peine de sept ans d'emprisonnement. Il vient de s'échapper de prison et l'appareil avait prédit son arrivée. Après avoir misé sur plusieurs courses de chevaux et perçu d'importants gains grâce à l'appareil, les trois compères rentrent à l'hôtel tout heureux de leur nouvelle fortune. Grâce à l'observation d'un garçon d'hôtel, Pierre, venu leur apporter le repas, ils découvrent avec surprise que l'appareil ne peut prendre qu'un maximum de 10 photos. Or il en ont déjà pris huit ! Chester et Woodward commencent à se battre pour savoir quoi faire de l'appareil photo. Les deux hommes, en se battant, tombent tous deux de la fenêtre de l'hôtel. D'abord attristée, Paula se console car la fortune récemment amassée lui appartient désormais en propre. Revient alors Pierre, qui compte lui aussi profiter de la situation. Mais c'est l'appareil, en tirant les deux dernières photos, qui prédit la situation finale : la mort de Paula, puis de Pierre.
- Note : dans la version originale, le garçon d'hôtel est français. Dans la version française, les traducteurs lui ont donné un accent allemand.

Le film Time Lapse, sorti en 2014, présente une histoire similaire.

### Épisode 11:La Nuit de Noël
- Titre original : Night of the Meek (« La Nuit de l'Humilité »)
- Numéro : 47 (2-11)
- Scénariste : Rod Serling
- Réalisateur : Jack Smight
- Diffusion : 
  -  États-Unis : 23 décembre 1960 sur CBS
- Distribution : Art Carney (Henry Corwin) ; John Fiedler (M. Dundee) ; Val Avery (le barman) ; Meg Wyllie (Sœur Florence)
- Lien externe : (en) Night of the Meek
- Résumé : Henry Corwin est un clochard qui a été engagé comme Père Noël d'un grand magasin. Mais complètement ivre, il est renvoyé de son poste par M. Dundee, le gérant du magasin. Alors qu'il déambule dans la rue enneigée, il trouve un sac magique rempli de cadeaux. Ce sac inépuisable contient tout ce que chaque enfant ou adulte désire pour les fêtes. Tout content de faire des heureux en offrant des cadeaux, Corwin les distribue avec joie. Mais Dundee, soupçonneux, l'accuse de vol ! Toutefois, quand lui et l'agent de police Flaherty emmènent au poste Corwin, ce dernier leur montre le sac à présent remplis de détritus. Dundee émet alors le vœu d'obtenir, pour Noël, une bouteille de vieux Brandy. Aussitôt, à la stupéfaction du commerçant et du policier, Corwin en sort une du sac ! Il est relâché et reprend son errance dans les rues. Il est alors interpellé par un elfe s'approchant d'un traîneau attaché à des rennes, qui lui demande de reprendre sa tournée. Il monte et s'assied : le traîneau s'envole dans les airs. Sortant du commissariat de police, Flaherty et Dundee entendent les sons de cloche et n'arrivent pas à croire à ce qu'ils voient : Henry Corwin prenant l'envol avec son traîneau, tiré par des rennes. Il ne leur reste plus qu'à « remercier Dieu pour ses miracles ».
- Notes :
  - C'est l'un des six épisodes tournés en vidéo.
  - Il a fait l'objet d'un remake dans La Cinquième Dimension, diffusé le 20 décembre 1985.

### Épisode 12:Poussière
- Titre original : Dust (« Poussière »)
- Numéro : 48 (2-12)
- Scénariste : Rod Serling
- Réalisateur : Douglas Heyes
- Diffusion : 
  -  États-Unis : 6 janvier 1961 sur CBS
- Distribution : John A. Alonzo (Luis Gallegos) ; Vladimir Sokoloff (le vieux Gallegos) ; Thomas Gomez (Peter Sykes) ; John Larch (le sherif) ; Dorothy Adams (Mme Canfield) ; Jon Lormer (un villageois)
- Lien externe : (en) Dust
- Résumé : Dans un village du Far West, Luis Gallegos va être pendu pour avoir accidentellement renversé une fillette alors qu'il conduisait un chariot en état d'ivresse. Malgré le soutien de son père et du shérif, il n'a aucun recours et est désespéré. Peter Sykes, un marchand ambulant sans scrupule, qui a vendu au shérif la corde permettant de pendre le prisonnier, vient narguer celui-ci dans la prison. Rencontrant le père de Luis, il lui propose de lui vendre au prix fort une « poudre magique » (en réalité, une simple poignée de sable) qui soi-disant lui permettrait de sauver Luis. Désespéré, le vieil homme achète la poudre sous les yeux rieurs de Sykes et, peu avant la pendaison, la jette en l'air : à la stupéfaction de tous, la corde casse net quand on pend Luis. Quand le shérif demande si l'on doit renouveler la tentative de pendaison, les parents de la victime renoncent à leur soif de vengeance. Luis est libéré. Resté seul devant l'échafaud, Peter Sykes, qui se dit qu'il vient d'assister à un miracle et qu'il en a été l'instrument, offre aux enfants du village l'argent remis par le vieux Gallegos.

### Épisode 13:Le Retour
- Titre original : Back There
- Numéro : 49 (2-13)
- Scénariste : Rod Serling
- Réalisateur : David Orrick McDearmon
- Diffusion : 
  -  États-Unis : 13 janvier 1961 sur CBS
- Distribution : Russell Johnson (Peter Corrigan), Paul Hartman (le sergent de police), Bartlett Robinson (William)
- Lien externe : (en) Back There
- Résumé : 14 avril 1961 : Peter Corrigan est membre d'un club de la « haute société » à Washington. Il discute avec ses amis de la possibilité de changer le cours de l'histoire si on disposait d'un moyen de remonter le temps. Alors qu'il sort de l’immeuble, Peter s'aperçoit que le décor où il se trouve a changé, qu'il a accidentellement remonté le temps et qu'il se retrouve le 14 avril 1865, le jour de l'assassinat du président Abraham Lincoln. Il tente d'avertir la population et les autorités, mais personne ne le croit et il finit en cellule de dégrisement jusqu'à ce qu'un homme accepte de le libérer. Cet homme se fait appeler Wellington et semble intéressé par les révélations de Peter. Mais Peter s'aperçoit trop tard que cet homme est en réalité John Wilkes Booth, qui va effectivement assassiner Lincoln. Corrigan est secouru par un agent de police qui a cru en ses mises en garde, mais c'est trop tard : une clameur a lieu dans la rue, indiquant que le meurtre vient d'être perpétré. Plus tard, Corrigan se retrouve à nouveau en 1961 et retrouve ses collègues du Club. Il apprend que l'un d'eux est le descendant de l’agent de police qui a obtenu une promotion pour sa tentative d'arrêter l'attentat. Ses descendants sont devenus très riches grâce à ce coup du sort. Corrigan comprend qu'on peut changer des petits faits, mais pas les grands événements de l'Histoire, qui doivent se dérouler.

### Épisode 14:Rien que la vérité
- Titre original : The Whole Truth (« L'entière vérité »)
- Numéro : 50 (2-14)
- Scénariste : Rod Serling
- Réalisateur : James Sheldon
- Diffusion : 
  -  États-Unis : 20 janvier 1961 sur CBS
- Distribution : Jack Carson (Harvey Hunnicutt), Jack Ging (le jeune homme)
- Lien externe : (en) The Whole Truth
- Résumé : Harvey Hunnicutt est un vendeur de voitures peu scrupuleux, passant son temps à servir des bobards à ses clients pour leur faire acheter ses voitures d'occasion qui sont de véritables épaves. Un beau jour, il accepte d'acheter pour 25 dollars une antique Ford A à un vieil homme. Mais le vieux véhicule l'empêche mystérieusement de mentir et Harvey se retrouve obligé de dire la vérité à tout le monde. Tout son univers s'écroule car il ne peut plus bonimenter. Paniqué, il tente de revendre la voiture magique mais comment va-t-il y arriver s'il ne peut plus mentir ? Il parviendra en fin de compte à la vendre à un personnage historique bien inattendu, Nikita Khrouchtchev, venu en visite officielle aux États-Unis. Khrouchtchev devra désormais dire toujours la vérité !
- Notes :
  - Un des six épisodes tournés en vidéo.
  - Lors de sa restauration, une scène qui dure 25 secondes à la fin de cet épisode (doublé en français) n'a pas été retrouvée. Par conséquent la scène où Harvey tente d'appeler les services du Président Kennedy au téléphone est uniquement disponible en VO sous-titrée de 23:10 à 23:25 minutes.
  - Le fait que dans le récit le véhicule ait été vendu à Nikita Khrouchtchev s'inscrit dans le mythe politique de la fin des années 1950 selon lequel Khrouchtchev, depuis la déstalinisation, disait la vérité aux soviétiques et au monde entier.

### Épisode 15:Les Envahisseurs
- Titre original : The Invaders
- Numéro : 51 (2-15)
- Scénariste : Richard Matheson
- Réalisateur : Douglas Heyes
- Diffusion : 
  -  États-Unis : 27 janvier 1961 sur CBS
- Distribution : Agnes Moorehead (la vieille femme)[2]
- Lien externe : (en) The Invaders
- Résumé : Dans une ferme isolée sans eau ni électricité, une vieille femme, seule habitante du lieu, est agressée par deux minuscules aliens qui sont venus chez elle en vaisseau spatial. Ces êtres semblant devenir de plus en plus hostiles, elle tente de les repousser par divers moyens. Commence alors un long combat entre la femme et les aliens. Elle finit par détruire le vaisseau spatial et ses occupants, sur lequel on discerne, dans les dernières secondes de l'épisode, l'inscription US Air Force - Sonde spatiale n°1.
- Note : Cet épisode et l'épisode La dernière nuit d'un jockey (saison 5, épisode 5) sont les seuls de la série à avoir un casting d'un seul acteur.

### Épisode 16:Un sou pour vos pensées
- Titre original : A Penny for Your Thoughts
- Numéro : 52 (2-16)
- Scénariste : George Clayton Johnson
- Réalisateur : James Sheldon
- Diffusion : 
  -  États-Unis : 3 février 1961 sur CBS
- Distribution : Dick York (Hector B. Poole)[3], James Nolan (Jim), June Dayton (Helen Turner), Dan Tobin (E. M. Bagby)
- Lien externe : (en) A Penny for Your Thoughts
- Résumé : Hector B. Poole est un employé de banque gentil et tranquille jusqu'au jour où, en allant acheter son journal, pour payer le vendeur il lance sa pièce qui reste en équilibre sur la tranche. À sa grande stupéfaction, Hector devient alors capable de lire dans les pensées de ses voisins. Grâce à son don de télépathie, Hector va découvrir successivement que le patron de la banque trompe son épouse avec une autre femme, qu'un de ses collègues le méprise, qu'un comptable a prévu de dérober une forte somme dans le coffre-fort à la fermeture des locaux et, enfin, qu'Helen Turner, une collègue, est secrètement amoureuse de lui. C'est elle qui va aider Poole à se tirer des mésaventures liées à son don, notamment lorsque Hector dénonce le collègue futur voleur, qui en fait ne faisait que fantasmer de devenir riche. Quittant la banque, Hector perd son don en faisant tomber à plat la pièce qui était restée sur la tranche toute la journée, mais à présent il sait que Helen l'aime comme il est.

### Épisode 17:Sans escale de vie à trépas
- Titre original : Twenty-Two (Vingt-deux)
- Numéro : 53 (2-17)
- Scénariste : Rod Serling
- Réalisateur : Jack Smight
- Diffusion : 
  -  États-Unis : 10 février 1961 sur CBS
- Distribution : Barbara Nichols (Louise Powell), Jonathan Harris (le médecin-chef), Wesley Lau (agent de la compagnie aérienne)
- Lien externe : (en) Twenty-Two
- Résumé : Louise Powell est une danseuse de music-hall hospitalisée pour dépression nerveuse. Plusieurs nuits de suite, elle fait le cauchemar qu'une infirmière lui dit qu'il reste encore une place de libre dans la chambre 22, qui se trouve être la morgue de l'établissement. Ni son impresario, ni le médecin-chef de la clinique ne prennent son rêve au sérieux, le mettant sur le compte de la nervosité et du stress. Louise finit tout de même par quitter la clinique car elle a un avion à prendre pour Miami. Mais au moment d'enregistrer ses bagages, elle constate avec effroi que le numéro du vol est le 22, avant de découvrir que l'hôtesse d'embarquement a le même visage que l'infirmière vue en rêve. Elle renonce alors à embarquer. Bien lui en a pris, car l'avion s'écrase peu après le décollage.
- Notes : 
  - L'un des six épisodes tournés en vidéo.
  - Destination finale de James WONG (2000) présente quelques similitudes avec cet épisode (accident d'avion et prémonition).

### Épisode 18:L'Odyssée du vol 33
- Titre original : The Odyssey of Flight 33
- Numéro : 54 (2-18)
- Scénariste : Rod Serling
- Réalisateur : Justus Addiss
- Diffusion : 
  -  États-Unis : 24 février 1961 sur CBS
- Distribution : John Anderson (le commandant de l'avion),Paul Comi
- Lien externe : (en) The Odyssey of Flight 33
- Résumé : Alors qu'ils sont dans un avion qui parcourt le trajet Londres-New York, les passagers et membres d'équipage traversent une faille spatio-temporelle et sont mystérieusement téléportés des dizaines de millions d'années dans le passé : ils aperçoivent des dinosaures sur l'ile de Manhattan. Le commandant fait ce qu'il peut pour faire revenir ses passagers et collègues à leur époque d'origine. Un second bond temporel a lieu : l'avion se trouve maintenant en 1939, survolant l'exposition universelle de New York. Commence alors un long voyage incertain dans les nuages pour tenter de revenir au présent.
- Notes : 
  - L'épisode n'a jamais été doublé en français.
  - Paul Comi joue également dans deux autres épisodes :Tous les gens sont partout semblables et  Le Parallèle
  - John Anderson sera présent dans 3 autres épisodes de la série : Le Vieil Homme dans la caverne , Je me souviens de Cliffordville et Coup de trompette .

### Épisode 19:M. Dingle
- Titre original : Mr. Dingle, the Strong
- Numéro : 55 (2-19)
- Scénariste : Rod Serling
- Réalisateur : John Brahm
- Diffusion : 
  -  États-Unis : 3 mars 1961 sur CBS
- Distribution : Burgess Meredith (Luther Dingle)
- Lien externe : (en) Mr. Dingle, the Strong
- Résumé : Luther Dingle, un vendeur d'aspirateurs, banal, lâche, bègue et pas très malin, est ce jour-là la cible d'un homme qui le violente. Deux extraterrestres venus de Jupiter, uniquement visibles du téléspectateur et qui ont assisté à la scène, lui permettent d'avoir une force très largement supérieure à la moyenne. Dingle, au lieu de se servir de ce nouveau don de manière sensée, l'utilise pour passer à la télévision et faire le pitre. Les extraterrestres lui retirent sa force, avant que d'autres aliens, en provenance de Vénus (visibles eux aussi aux seuls yeux des téléspectateurs) lui donnent une intelligence hors du commun. Mais Dingle se sert de sa nouvelle intelligence supérieure pour jouer aux courses ou prévoir les résultats des matchs. L'épisode se termine par une voix off qui déclare que Dingle fait partie de ces gens qui ne sont pas capables de mettre à profit les présents qu'on leur offre : son intelligence ne fera jamais de lui un Einstein.

### Épisode 20:Parasites
Pour les articles homonymes, voir Parasites.
- Titre original : Static
- Numéro : 56 (2-20)
- Scénariste : Charles Beaumont
- Réalisateur : Buzz Kulik
- Diffusion : 
  -  États-Unis : 10 mars 1961 sur CBS
- Distribution : Dean Jagger (Ed Lindsay), Arch Johnson (Roscoe Bragg)
- Lien externe : (en) Static
- Résumé : L'histoire se passe dans une pension de famille. Ed Lindsay est le seul des pensionnaires à détester la télévision, et préfère la radio. Il remonte donc de la cave un vieux récepteur dans sa chambre et s'aperçoit qu'il peut entendre d'anciennes émissions qui passaient quand il était jeune. Mais cela ne peut se produire que lorsqu'il est seul dans la pièce. Parallèlement, Vinnie, une autre pensionnaire, réveille un vieux conflit en Ed, car ils étaient autrefois amoureux l'un de l'autre mais ne se sont jamais mariés. Les anciens programmes du poste de radio parviendront à les réunir et à les faire rajeunir : tous deux retrouvent leur jeunesse et l'époque où ils étaient amoureux.
- Note : Un des six épisodes tournés en vidéo.

### Épisode 21:Le Manipulateur
Pour les articles homonymes, voir Le Manipulateur.
- Titre original : The Prime Mover
- Numéro : 57 (2-21)
- Scénariste : George Clayton Johnson / Charles Beaumont
- Réalisateur : Richard L. Bare
- Diffusion : 
  -  États-Unis : 24 mars 1961 sur CBS
- Distribution : Dane Clark (Ace Larsen), Buddy Ebsen (Jimbo Cobb), Clancy Cooper (Trucker)
- Lien externe : (en) The Prime Mover
- Résumé : Ace Larsen et Jimbo Cobb tiennent un bistrot. Larsen, amoureux d'une serveuse et éternel joueur de jeux de hasard, est en colère parce qu'il ne gagne jamais. Mais un soir, un accident de la route lui fait découvrir une facette de Jimbo qu'il ne soupçonnait pas : en effet, grâce à ses dons télékinésiques, Jimbo parvient à sauver les occupants de la voiture en flammes. Ace décide alors de l'emmener à Las Vegas pour s'enrichir au jeu, malgré les réticences de Jimbo. Il l'oblige à jouer aux dés et à la roulette en lui faisant manipuler les objets. Epuisé par l'effort mental, Jimbo perd soudainement ses pouvoirs paranormaux, tandis que Ace jouait une partie de dés avec un gangster, et Ace perd tout ce qu'il avait gagné au casino. Les deux amis rentrent chez eux, et Ace, devenu raisonnable, demande la main de sa serveuse. Les dernières images de l'épisode montrent que Jimbo n’avait, en fait, pas perdu ses pouvoirs et avait menti à son collègue.

### Épisode 22:Conversation avec l'au-delà
- Titre original : Long Distance Call (« Appel téléphonique à longue distance »)
- Numéro : 58 (2-22)
- Scénariste : William Idelson & Charles Beaumont
- Réalisateur : James Sheldon
- Diffusion : 
  -  États-Unis : 31 mars 1961 sur CBS
- Distribution : Bill Mumy (Billy Bayles), Philip Abbott (Chris Bayles), Patricia Smith (Sylvia Bayles), Arch Johnson (un pompier)
- Lien externe : (en) Long Distance Call
- Résumé : Billy Bayles est un garçon de cinq ans qui fête son anniversaire en compagnie de ses parents et de sa vieille grand-mère malade. Cette dernière offre à son petit-fils un téléphone-jouet. Mais son état empire et elle demande à voir une dernière fois son petit-fils. Peu de temps après sa mort, Billy affirme qu'il peut entendre sa grand-mère au téléphone et qu'il lui parle plusieurs fois par jour. La mère parvient à entendre quelques secondes de la voix de sa belle-mère décédée. Quelques jours plus tard, Billy se noie à demi dans la piscine, sans qu'on sache s'il s'agissait d'une imprudence ou d'un acte volontaire. Le médecin déclare son état désespéré. Le père, apprenant que l’enfant avait « discuté au téléphone » avec la grand-mère peu de temps auparavant, s'empare du téléphone-jouet et supplie la grand-mère de laisser vivre l'enfant. Ses demandes sont suivies d'effet : l'état de santé de Billy s'améliore très favorablement dans les minutes qui suivent.
- Note : L'un des six épisodes tournés en vidéo.

### Épisode 23:Au bord du gouffre
- Titre original : A Hundred Yards Over the Rim
- Numéro : 59 (2-23)
- Scénariste : Rod Serling
- Réalisateur : Buzz Kulik
- Diffusion : 
  -  États-Unis : 7 avril 1961 sur CBS
- Distribution : Cliff Robertson (Chris Horn), Evans Evans (Mary Lou), John Crawford (Joe),John Astin (un pionnier)
- Lien externe : (en) A Hundred Yards Over the Rim
- Résumé : En 1847, dans un désert du Nouveau-Mexique, un pionnier, Chris Horn, conduisant une caravane où tous sont épuisés ou malades, part chercher de l'eau pour désaltérer ses amis et sa famille, mais aussi pour sauver son fils atteint d'une grave maladie. Entrant dans une faille temporelle, il surgit en 1961 et ne comprend pas ce qu'il fait à cette époque au même endroit. Après avoir manqué de se faire renverser par un camion et blessé, il suit une autoroute et arrive à une station-service où il rencontre des gens accueillants qui lui donnent de la pénicilline pour sa blessure. Il lit alors dans une encyclopédie que son fils est devenu un médecin célèbre spécialisé en maladies infantiles. Horn cherche à savoir comment regagner son époque. Mais cela ne s'annonce pas facile car le médecin des lieux, le croyant fou, a appelé le shérif pour le faire arrêter. Chris s'échappe et revient à son époque, avec la pénicilline dans sa poche. Il soigne son enfant et la caravane reprend la route vers la Californie.

### Épisode 24:Rendez-vous dans un siècle
- Titre original : The Rip Van Winkle Caper (le titre fait référence à la nouvelle Rip Van Winkle de Washington Irving, récit de voyage dans le temps par le sommeil)
- Numéro : 60 (2-24)
- Scénariste : Rod Serling
- Réalisateur : Justus Addiss
- Diffusion : 
  -  États-Unis : 21 avril 1961 sur CBS
- Distribution : Simon Oakland (De Cruz), Oscar Beregi (Farwell), John Mitchum (Erbie),Wallace Rooney [4](l'homme, à la fin de l'épisode)
- Liens externes : 
  - (en) The Rip Van Winkle Caper
  - (en) Article sur TV.com
- Résumé : Après avoir pillé un train transportant des lingots d'or, quatre voleurs décident de se cacher dans un endroit secret de la Vallée de la Mort et de s'endormir par blocage des activités physiologiques de leurs corps avec leur butin, pour se réveiller cent ans plus tard. Ainsi, la justice les aura oubliés et ils pourront jouir en toute tranquillité de cet or le moment venu. Quand trois des bandits se réveillent, ils doutent de la réussite de l'opération, car les lieux n'ont pas changé. Mais la découverte de l’un de leurs collègues (Erbie) mort depuis longtemps dans l'une des cabines leur prouve que l'opération de mise en biostase a bien réussi. Ils sortent de la grotte et s'organisent pour la suite. Néanmoins De Cruz tue Brooks en le percutant avec une voiture pour s'affirmer comme étant le chef de la bande. Les deux survivants se mettent à marcher. Pour rejoindre la ville, le trajet est long et se fait sous un soleil de plomb. Farwell, qui a perdu sa gourde, demande de l’eau à De Cruz. Ce dernier accepte de lui en donner mais à un prix exorbitant : Farwell devra payer un lingot d'or pour chaque gorgée bue. Farwell accepte. La mésentente grandissant entre les deux compères, Farwell tue De Cruz en lui fracassant le crâne avec un lingot. Plus tard, Farwell, allongé sur le bord de la route et déshydraté, est près de mourir.  Un couple passant par là dans une automobile futuriste lui porte secours. Farwell supplie qu'on lui donne un peu d'eau et offre un lingot en échange, mais meurt soudainement. L'homme est apitoyé par le sort de Farwell et s'interroge : pourquoi le mourant lui a-t-il offert un lingot d'or alors qu'en 2061, l'or ne sert plus de monnaie ? Il est devenu très commun depuis qu'on sait comment le créer à volonté de manière synthétique. L'homme jette le lingot au loin.
- Remarque : Oscar Beregi, Sr. sera également présent dans : Le Musée des morts et La Muette. Simon Oakland jouera dans l'épisode Une tombe à 55 mètres de fond

### Épisode 25:Le silence est d'argent
- Titre original : The Silence
- Numéro : 61 (2-25)
- Scénariste : Rod Serling
- Réalisateur : Boris Sagal
- Diffusion : 
  -  États-Unis : 28 avril 1961 sur CBS
- Distribution : Franchot Tone (Archie Taylor)
- Lien externe : (en) The Silence
- Résumé : Jamie Teenyson est un homme qui jacasse sans cesse, indisposant le colonel Taylor, membre du même club. Excédé par son verbiage excessif, ce dernier lui propose un étrange pari : il lui versera 500 000 dollars s'il parvient à se taire pendant une année entière, du 3 juin 1961 au 3 juin 1962. Manquant d'argent et piqué au vif, Teenyson accepte. Teenyson se fait incarcérer dans une sorte de cage en verre au sein du club, afin que tout le monde puisse constater qu'il ne parle pas. Au fil des semaines et des mois, il s'enferme de plus en plus sur lui-même. Quant à Taylor, il ne comprend pas comment son adversaire peut tenir le coup et voyant s'approcher l'échéance du pari, tente de faire craquer son adversaire. Finalement, le terme fixé pour le pari arrive : tous les membres du club sont réunis ; Teenyson s'approche de Taylor, et tend la main pour obtenir le chèque. Alors Taylor révèle à tous qu'il a perdu la quasi-totalité de sa fortune quelques années auparavant, et qu'il est dans l'impossibilité d'honorer son pari et de payer Teenyson. Taylor a donc manqué à sa parole et est déshonoré : il doit quitter le club. Teenyson a lui aussi une révélation à faire : il écrit sur un calepin que pour être certain de ne jamais flancher durant les 52 semaines écoulées, il s'était fait couper les cordes vocales la veille de son entrée dans la cage en verre, entraînant son mutisme pour le reste de sa vie.

### Épisode 26:Peine capitale
- Titre original : Shadow Play
- Numéro : 62 (2-26)
- Scénariste : Charles Beaumont
- Réalisateur : John Brahm
- Diffusion : 
  -  États-Unis : 5 mai 1961 sur CBS
- Distribution : Dennis Weaver (Adam Grant) ; Wright King (Paul Carson), Harry Townes (Henry Ritchie)
- Lien externe : (en) Shadow Play
- Résumé : Adam Grant est condamné à mort pour un crime qu'il n'a jamais commis. Mais curieusement, il a l'impression d'avoir déjà vécu cette scène, et lorsqu'il regarde les visages des différentes personnes qui l'entourent (le procureur, le prêtre, le journaliste, son voisin de cellule, etc), il sait qu'il les connaît déjà. Prisonnier de son rêve maléfique, il espère qu'on le graciera à la dernière minute. Hélas, à chaque fois, il est dans l’obligation de revivre sa condamnation à mort et d'attendre dans le couloir de la mort le jour de son exécution. Lorsque arrive le moment de l'exécution, Adam se retrouve dans la salle du procès et tout recommence.
- Note : L'épisode a fait l'objet d'un épisode remake intitulé Jeux d'ombres en 1986 dans la série La Cinquième Dimension, cet épisode a été mis en VF en Bonus sur le DVD 5 du coffret DVD de la saison 2 de La Quatrième Dimension.

### Épisode 27:L'Esprit et la Matière
- Titre original : The Mind and the Matter
- Numéro : 63 (2-27)
- Scénariste : Rod Serling
- Réalisateur : Buzz Kulik
- Diffusion : 
  -  États-Unis : 12 mai 1961 sur CBS
- Distribution : Shelley Berman (Archibald Beechcroft)
- Lien externe : (en) The Mind and the Matter
- Résumé : Archibald Beechcroft travaille dans une entreprise d'assurances. Il est irrémédiablement misanthrope, prétentieux et irascible. Un jour, un de ses collègues lui offre un livre sur la transmission et le contrôle de la pensée. Beechcroft tente l'expérience et en profite alors pour faire disparaître ses voisins, ses collègues de travail, puis toute la population de la ville. Mais il finit par s'ennuyer et comme il n'aime ni les gens ni les animaux, il décide de recréer toute la population manquante, mais en sorte qu'elle soit comme lui. Il ne tarde pas à se détester car tous ont son visage et ses manières. Il abandonne alors ce don et restaure tout comme avant, se réjouissant de retrouver ses semblables dans leur diversité.

### Épisode 28:Y a-t-il un Martien dans la salle?
- Titre original : Will the Real Martian Please Stand Up ?
- Numéro : 64 (2-28)
- Scénariste : Rod Serling
- Réalisateur : Montgomery Pittman
- Diffusion : 
  -  États-Unis : 26 mai 1961 sur CBS
- Distribution : John Hoyt (Ross), Jack Elam (Avery), Jean Willes (Ethel McConnell),  Barney Phillips (Haley), Gertrude Flynn (Rose Kramer)
- Lien externe : (en) Will the Real Martian Please Stand Up?
- Résumé : Pendant une tempête de neige, une soucoupe volante s'écrase près d'un autobus. Deux policiers doivent trouver l'intrus martien parmi les sept passagers du bus et leur chauffeur coincés dans un café situé non loin de là. L'enquête n'est pas facile, car toutes les personnes présentes s'accusent mutuellement. En effet, si l'on excepte le barman et les deux policiers, ces passagers et leur chauffeur sont les seuls clients et ils sont ici parce qu'un pont pourrait s'effondrer plus loin sur la route. Bientôt, des événements bizarres se multiplient dans l'auberge. Qui donc est l'extraterrestre martien ? Et quel est son but ? On apprendra à la fin qui est le martien recherché ; on découvrira aussi que le barman était un vénusien. Le car est reparti mais s'effondre dans la rivière. Pendant ce temps, les vénusiens préparent l'invasion de la Terre.

### Épisode 29:L'Homme obsolète
- Titre original : The Obsolete Man
- Numéro : 65 (2-29)
- Scénariste : Rod Serling
- Réalisateur : Elliot Silverstein
- Diffusion : 
  -  États-Unis : 2 juin 1961 sur CBS
- Distribution : Burgess Meredith (Rodney Woomsworth), Fritz Weaver (le juge)
- Lien externe : (en) The Obsolete Man
- Résumé : Rodney Woomsworth est un bibliothécaire qui « ne sert plus à rien » dans un État totalitariste futuriste dans lequel les livres et la religion sont jugés inutiles et pernicieux pour la société. Déclaré coupable d'obsolescence, il choisit, ayant le choix des modalités de son exécution, d'être tué dans son appartement par l'explosion d'une bombe à minuit précise. Il tient également à ce que son exécution soit retransmise en direct à la télévision et que le procureur ayant instruit le procès à charge contre lui soit présent. Le procureur accepte, ignorant que Rodney a médité sa vengeance avec soin. Il fait en sorte de s'enfermer avec le procureur pour que tous deux explosent ensemble. Le procureur qui se prenait pour un surhomme montre sa lâcheté, pendant que Rodney lui lit à haute voix des passages de la Bible pendant les quelques dizaines de minutes qu'il reste avant l'explosion. Le procureur supplie d'être libéré et Rodney le laisse partir, juste avant que la bombe n'explose. Ayant ridiculisé les valeurs du régime, le procureur sera à son tour arrêté et condamné, lui aussi, pour obsolescence.